# 페데리코 페레이라 (우루과이의 축구 선수)
페데리코 페레이라(스페인어: Andrés Federico Pereira Castelnoble, 2000년 2월 24일~)는 우루과이의 축구 선수로, 톨루카와 우루과이 대표팀에서 수비수로 활동하고 있다.

## 구단 경력
2019년 5월 4일, 보스턴 리버와의 리그 경기에서 프로 데뷔전을 치렀다. 이후 2020년 2월 26일에 코파 수다메리카나에서 클럽 야네로스를 데뷔골을 기록하며 구단의 5-0 승리를 도왔다.

## 국가대표팀 경력
2021년 3월 5일, 아르헨티나와 볼리비아와의 2022년 FIFA 월드컵 예선 경기를 위해 소집된 A대표팀 35인 예비 명단에 이름을 처음으로 올렸다.
2022년 10월 21일, 2022년 FIFA 월드컵 우루과이의 55인 예비 명단에 이름을 올렸다.